# 安农二世
安农二世（Ang Non II，1739年—1779年），又名列密提巴迭六世（រាមាធិបតីទី៦，Reamea Thibtey VI），柬埔寨國王，1775年至1779年在位。本名安农（អង្គនន់，Ang Non，又譯「安嫩」）。越南史料稱之為匿螉嫩。
1769年，柬埔寨陷入內亂。安农在暹羅国王郑昭扶持下即位，试图取代当时奉越南为宗主国的国王乌迭二世。鄭昭親率暹羅軍隊出兵柬埔寨助其奪位，將烏迭二世驅逐。1769年，阮福淳遣阮久潭、陳福成二將攻打柬埔寨，驅逐安農，扶烏迭復位。但後來因為越南突然爆發西山之亂而無力顧及柬埔寨，1775年，烏迭二世被迫退位，由安農二世即位。作為回報，安農授予烏迭「共治太上王」（Maha Upayuvaraja）的稱號；烏迭的哥哥安丹（អង្គតាំ）授予副王稱號，成為王位的推定繼承人。越南史料稱安農為第一國王、烏迭為第二國王、安丹為第三國王。
安農拒絕承認阮主的宗主權，且希望乘著西山之亂之機驅逐越南人勢力。1776年，阮福映奉阮福淳之命，率領副節制阮久俊、掌奇張福慎等前往討伐，安農二世投降。
1777年，副王安丹被謀殺，太上王烏迭也突然死亡。柬埔寨人普遍懷疑是安農謀殺了烏迭，紛紛不服，柬埔寨再次發生內亂。召華塔拉哈 (穆)（越史稱昭錘謨）率兵反叛，亦有大臣出奔越南，請求阮主支援。1779年，阮王阮福映遣杜清仁出兵柬埔寨，擒殺安農二世，立涅列列谢三世（安英）為王。